# Scotia-Schutzgebiet
Das Scotia-Schutzgebiet (engl. Scotia Sanctuary) ist ein Naturschutzgebiet im Murray-Becken in New South Wales in Australien. Das Schutzgebiet liegt 150 km südlich von Broken Hill an der Grenze zu South Australia. Es ist 65.000 ha groß und beherbergt zahlreiche seltene Tierarten.
Die Vegetation besteht vorwiegend aus trockenem Buschland. Im Schutzgebiet werden bedrohte Arten geschützt, die zum Teil lokal ausgestorben waren und wieder ausgewildert wurden. Um ihnen ein Überleben zu sichern, werden invasive Arten, die nicht zur australischen Fauna gehören, bekämpft. Ein Areal von 12.000 ha wird dazu frei von Katzen, Füchsen, Ziegen und Kaninchen gehalten. Mittlerweile beherbergt das Schutzgebiet sich selbst erhaltende Populationen von mindestens sieben Arten, die zuvor im Gebiet ausgestorben waren. Dazu zählen Ameisenbeutler, Kurznagelkänguru, Großer Kaninchennasenbeutler, Lesueur-Bürstenkänguru, Bürstenschwanz-Rattenkänguru und Große Häschenratte. Weiterhin wird eine Population des seltenen Zottel-Hasenkängurus gezüchtet. Außerdem kommen Westliches Graues Riesenkänguru, Östliches Graues Riesenkänguru, Rotes Riesenkänguru, Bergkänguru, Südlicher Ningaui, Kleine Schmalfußbeutelmaus und verschiedene Fledermausarten vor. Unter den Vögeln können Emus, Keilschwanzadler und Thermometerhuhn als auffällige Arten genannt werden. Insgesamt beherbergt das Reservat 20 Säugetierarten, 145 Vogelarten, 47 Reptilienarten und zwei Amphibienarten.